# Love Can Build a Bridge
Love Can Build a Bridge är ett studioalbum utgivet på RCA Records av den amerikanska mor och dotter-countryduon The Judds. Det innehåller singlarna "Born to Be Blue," titelspåret och "One Hundred and Two". Titelspåret har senare tolkats av flera andra artister.

## Låtlista
1. "Born to Be Blue" (Brent Maher, Mike Reid, David Mack) - 4:50
2. "Calling in the Wind" (Don Schlitz, Craig Bickhardt, Maher) - 3:56
3. "In My Dreams" (Austin Cunningham) - 3:37
4. "Rompin' Stompin' Bad News Blues" (Schlitz, Naomi Judd) - 4:15
5. "Love Can Build a Bridge" (Paul Overstreet, N. Judd, John Barlow Jarvis) - 5:23
6. "This Country's Rockin'" (Keith Sykes, Robert Johnson, N. Judd) - 3:00
7. "One Hundred and Two" (Donald Potter, Wynonna Judd, Paul Kennerley) - 3:56
8. "John Deere Tractor" (John Hammond, Lawrence Hammond) - 3:29
9. "Talk About Love" (Jack Sundrud, Carl Struck) - 3:16
10. "Are the Roses Not Blooming?" (Thom Schuyler) - 3:10

## Listplaceringar
| Lista (1990)                      | Topplacering |
| --------------------------------- | ------------ |
| USA, Billboard Top Country Albums | 5            |
| USA, Billboard 200                | 62           |